# Inuri (equipo ciclista)
Inuri fue un equipo ciclista español que compitió solo en 1964. Estaba patrocinado por la empresa vizcaína Industrias Uriarte.
No se tiene que confundir con el Inuri-Margnat Paloma, que fue el resultado de la fusión del Inuri con el francés Margnat-Paloma.

## Principales resultados
- Subida a Arrate: Joaquín Galera (1964)

### En las grandes vueltas
- Vuelta a España
  - 1 participación (1964)
  - 1 victoria de etapa:
    - 1 en 1964: Julio Sanz

  - 0 clasificación final:
  - 0 clasificaciones secundarias:

- Tour de Francia
  - 0 participaciones

- Giro de Italia
  - 0 participaciones